# Термез
Термез (узб. Termiz/Термиз; рос. Термез; тадж. Тирмиз; перс. ترمذ) — місто обласного підпорядкування в Узбекистані, центр Сурхандар'їнської області.
Населення 136,2 тис. мешканців (1 січня 2014 року)..

## Географія
Термез — найпівденніше місто Узбекистану. Розташовано на правому березі Амудар'ї, по якій проходить кордон з Афганістаном, при впадінні в неї Сурхандар'ї, за 490 км на північний захід від Ташкенту (по дорозі 708 км).
За 20 км на захід від міста, нижче за течією Амудар'ї, розташований заповідник Арал-Пайгамбар — острів з тугайними лісами.

### Клімат
Місто знаходиться у зоні, котра характеризується кліматом тропічних степів. Найтепліший місяць — липень із середньою температурою 30.6 °C (87 °F). Найхолодніший місяць — січень, із середньою температурою 3.3 °С (38 °F).
| Клімат                  | Клімат | Клімат | Клімат | Клімат | Клімат | Клімат | Клімат | Клімат | Клімат | Клімат | Клімат | Клімат | Клімат |
| Показник                | Січ.   | Лют.   | Бер.   | Квіт.  | Трав.  | Черв.  | Лип.   | Серп.  | Вер.   | Жовт.  | Лист.  | Груд.  | Рік    |
| Абсолютний максимум, °C | 23     | 30     | 32     | 41     | 46     | 50     | 50     | 50     | 41     | 40     | 36     | 27     | 50     |
| Середній максимум, °C   | 8      | 12     | 18     | 25     | 32     | 37     | 40     | 38     | 32     | 25     | 18     | 11     | 25     |
| Середня температура, °C | 3      | 6      | 11     | 18     | 24     | 27     | 30     | 28     | 22     | 16     | 10     | 5      | 17     |
| Середній мінімум, °C    | −1     | 1      | 5      | 11     | 16     | 18     | 21     | 18     | 12     | 7      | 3      | 0      | 9      |
| Абсолютний мінімум, °C  | −23    | −20    | −13    | −2     | 3      | 7      | 11     | 10     | 2      | −8     | −17    | −25    | −25    |
| Норма опадів, мм        | 10     | 20     | 20     | 10     | 0      | 0      | 0      | 0      | 0      | 0      | 0      | 30     | 110    |
| Днів з дощем            | 1      | 4      | 5      | 4      | 2      | 0      | 0      | 0      | 0      | 1      | 3      | 6      | 29     |
| Вологість повітря, %    | 70     | 70     | 62     | 60     | 43     | 35     | 36     | 40     | 44     | 54     | 63     | 70     | 54     |
| ----------------------- | ------ | ------ | ------ | ------ | ------ | ------ | ------ | ------ | ------ | ------ | ------ | ------ | ------ |
| Джерело: Weatherbase    |        |        |        |        |        |        |        |        |        |        |        |        |        |

## Історія

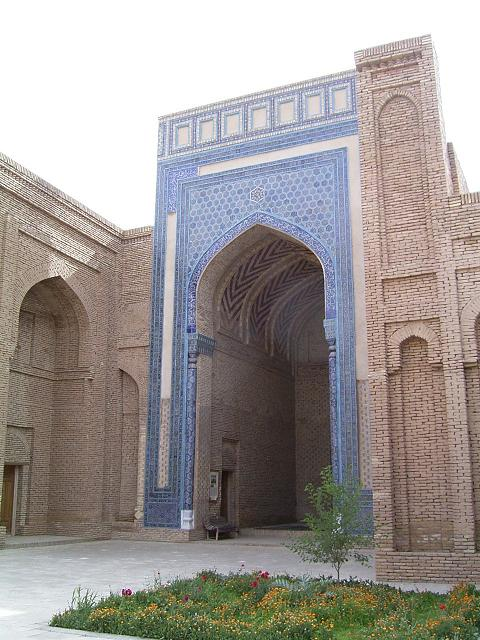
Султан-Саадат

Дата заснування міста Старого Термеза, розташованого в декількох кілометрах на схід від сучасного міста, не відома. У квітні 2002 року було проведено святкування 2500-річчя міста Термеза.
Сучасна назва міста через согд Tarmiδ походить до давньоіранського tara-maiθa-, що означає «місце переходу» (tara- перехід, переправа; maiθa- місце). У давнину тут знаходилася важлива переправа на річці Амудар'я.
Ахеменіди, до складу держави яких місто увійшло в VI столітті до Р. Х., вже називали його древнім містом. В 329 році до Р. Х. Олександр Македонський завоював Термез. Пізніше засновник греко-бактрійського царства Деметрій назвав місто Деметріс. У складі Кушанського царства (з I по III століття по Р. Х.) Місто називалося Та-лі-мі (в китайських джерелах Ту-мі, Тамі . У цей період місто стає важливим центром поширення буддизму.
В V—VI століттях місто перебувало під владою ефталітів, Сасанідів.
З VII століття у місті правила місцева династія термезшахів.
В 705 році місто захопили араби.

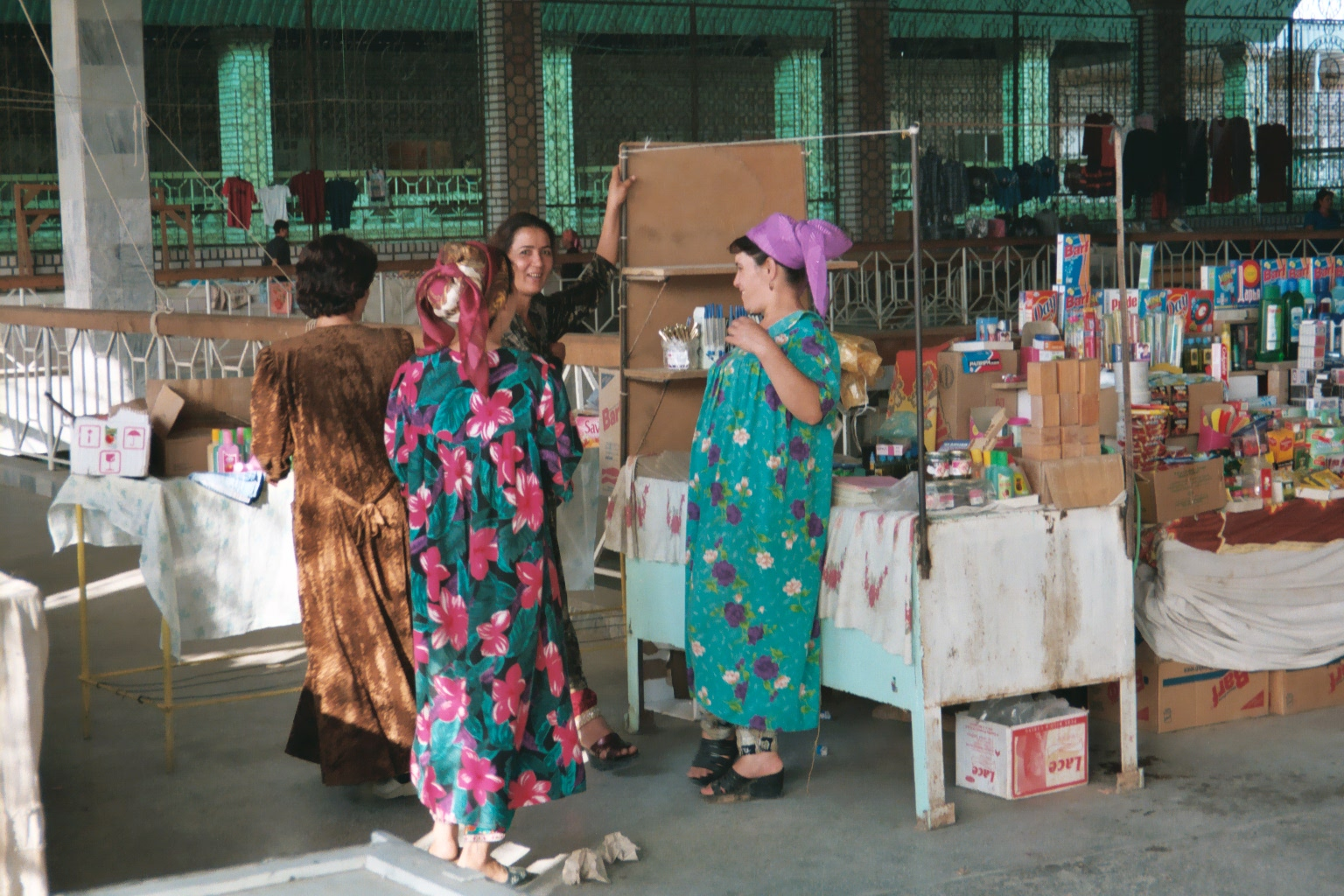
Термезький базар

В IX—XII століттях Термез — велике місто, торговий, ремісничий, науковий і культурний центр. У цей час довжина оборонних споруд міста становила 10 кілометрів, було 9 брам. У IX—XII століттях Термез входив до складу держав Газневидів,  Сельджукидів і Караханидів. В 1206 році місто увійшло до складу держави Хорезмшахів.
В 1220 році після дводенної облоги місто було зруйноване військами Чингізхана.
У другій половині XIII століття Термез був відновлений на схід, на правому березі Сурхандар'ї, входив до складу держави Тимуридів, потім Шейбанідів. До другої половини XVIII століття місто прийшов в запустіння, в околицях древнього міста населеними залишилися тільки кишлаки Салават і Паттакесар (Паттагіссар).
У січні 1893 року землі у кишлаку Паттагіссар були передані Бухарським еміратом російському уряду для будівництва на цьому місці прикордонного військового укріплення. Був побудований річковий порт на Амудар'ї.
В 1928 році, Паттагіссар отримав давню назву Термез. В 1929 році кишлак отримав статус міста.
Під час афганської кампанії Термез був важливою військовою базою, був побудований військовий аеродром, автомобільно-залізничний міст через Амудар'ю («Міст Дружби»).

## Транспорт

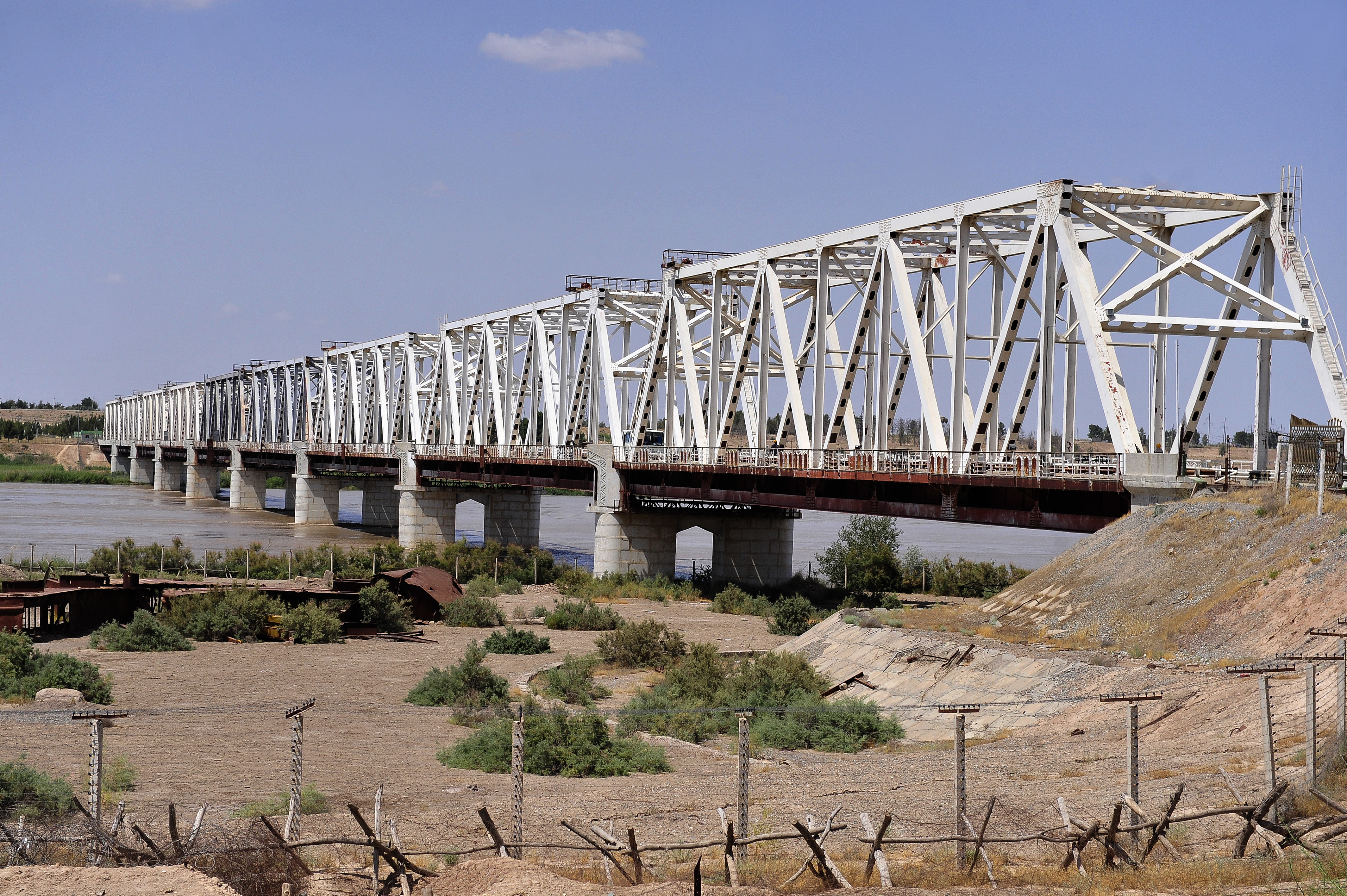
Міст Дружби

Поруч з Термезом знаходиться «Міст Дружби» — єдиний на державному кордоні Узбекистану з Афганістаном, що з'єднує Термез з містом Хайратон (60 км до Мазарі-Шарифа).
Міжнародний річковий порт. Залізнична станція. Аеропорт.
За 40 км на північний схід від Термеза розташований військовий аеродром «Какайди».
У липні 2009 року прийнято рішення про створення «регіонального залізничного вузла Термез», який стане одним з основних пунктів в планованому НАТО транзиті небойових вантажів до Афганістану. Транзит має здійснюватися через території Росії, Казахстану і Узбекистану, в обхід Туркменістану, через прокладену в 2009 році магістраль Ташгузар-Байсун-Кумкурган.

## Культура
У Термезі діє археологічний музей. Також в місті є пам'ятник герою народних епосів Алпамишу.

### Туристичні пам'ятки
Архітектурні пам'ятки I—III століть н. е. - буддистський комплекс Кара-Тепе.
- Городище Старий Термез
- Кара-Тепе - буддійський монастир I-IV століть по Р.Х.
- Мазар суфія  аль-Хакіма ат-Тірмізі (XI—XV століть)
- Ансамбль мавзолеїв термезьких Сеїдів Султан-Саадат (XI—XVII ст)
- Заміський палац Кирк-киз (IX або X століття)

У селищі Шерабад (60 км на північ від Термеза) розташований мавзолей мусульманського богослова IX століття, упорядника хадиса Абу Іси ат-Тірмізі.

## Уродженці
- Мухаммад ат-Тірмізі (824—892) — видатний хадисознавець і правознавець іранського походження
- Мамчій Станіслав Юрійович (1983—2016) — солдат Збройних сил України, учасник російсько-української війни.